# やきもの散歩道

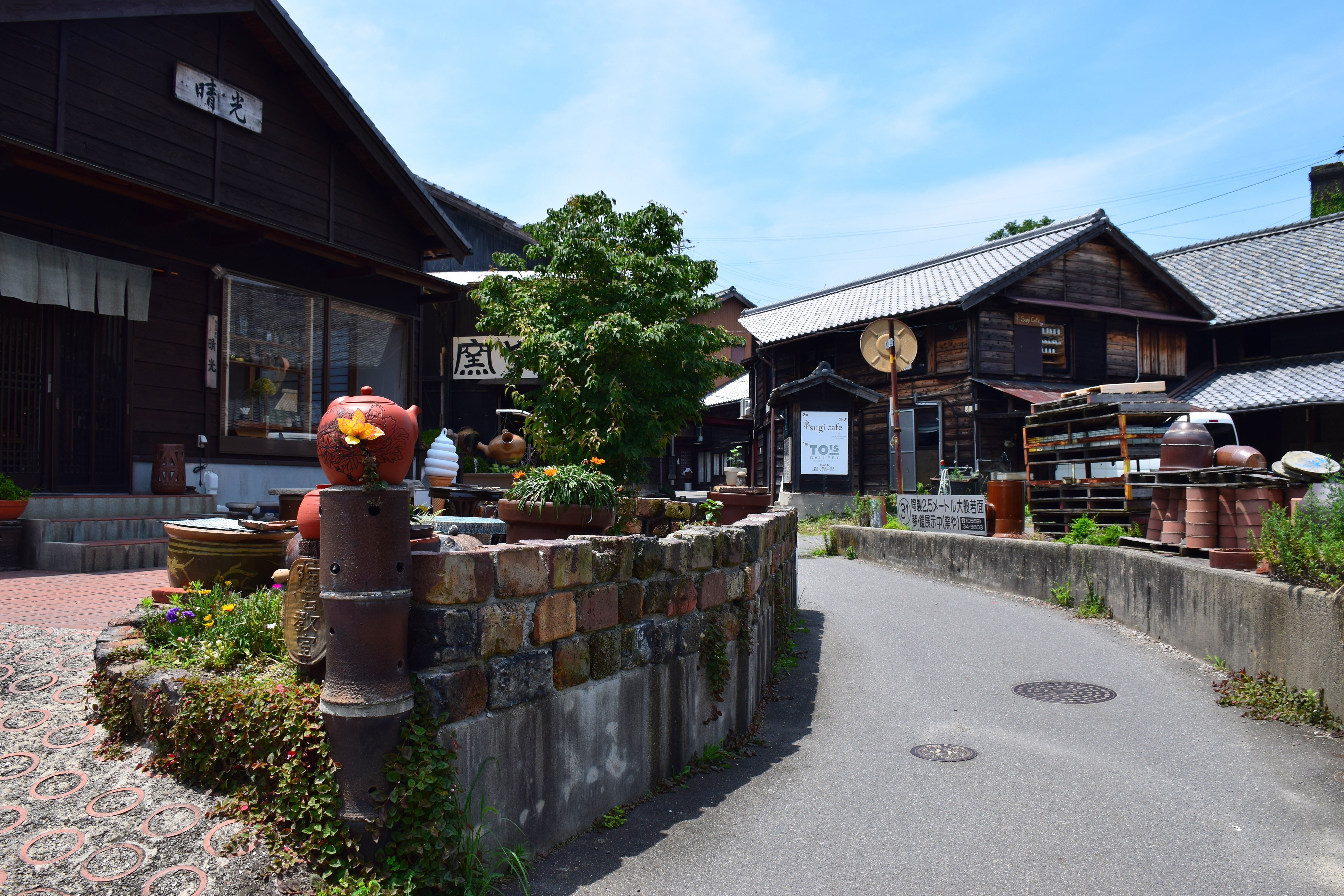
黒板壁の窯業施設を転用したギャラリー

やきもの散歩道（やきものさんぽみち）は愛知県常滑市の地場産業である陶磁器をテーマとする観光モデルコース。

## 概要
日本六古窯の一つ（常滑窯）として、また日本一の招き猫の産地として知られる常滑市に1972年頃より自然発生した観光コースである。登窯や煉瓦煙突、コールタール塗りの黒い板壁の工場など、昭和中期以前に建てられた窯業関連の施設が数多く残る栄町の丘陵地を中心に設定されている。
全長は1.5kmほど。もともと狭く、曲がりくねって起伏が多い生活道路であった。大型自動車の通行に向かないため開発の手が入らず、上記のような遺構・街並みが保存された。土管や瓶を積み重ねた「土管坂」のように、来訪者に楽しんでもらおうと住民が拵えたものもある。
映画『20世紀少年』のロケ地の一つである。観光客の増加で、沿道では空き家がカフェや土産物店に改装される例もある。
2007年（平成19年）3月に「美しい日本の歴史的風土準100選」に選定された。
アニメ映画『泣きたい私は猫をかぶる』の舞台にもなっている。

## 施設
Aコース：1.6km・所要時間約1時間
- 常滑市陶磁器会館
- 廻船問屋瀧田家 ： 江戸時代末期（1850年頃）建築の廻船問屋の住居を復元し公開する。常滑市指定文化財。
- 土管坂 ： 両側の擁壁に土管と焼酎瓶が埋め込まれた坂道。「やきもの散歩道内土管坂」で、手づくり郷土賞を平成2年度（ふるさとの坂道）受賞。平成19年度には同賞大賞受賞。
- 陶栄窯 ： 重要有形民俗文化財、近代化産業遺産。1887年（明治20年）頃開窯、1973年（昭和48年）頃閉窯。
- 登窯広場 展示工房館 ： 1997年（平成9年）オープン。広場に杉江淳平「輝き」、柴田正明「時空」を設置。展示工房館には両面焚き倒炎式角窯（1910年代）などを展示。
- 一木橋（いちきばし）

Bコース：4.0km・所要時間約2時間30分
- 常滑市陶磁器会館
- 一木橋
- とこなめ陶の森（旧・常滑市民俗資料館・常滑市立陶芸研究所）
- INAXライブミュージアム
- 常滑西小学校陶壁
- 鯉江方寿翁陶像
- 一木橋下

## ギャラリー

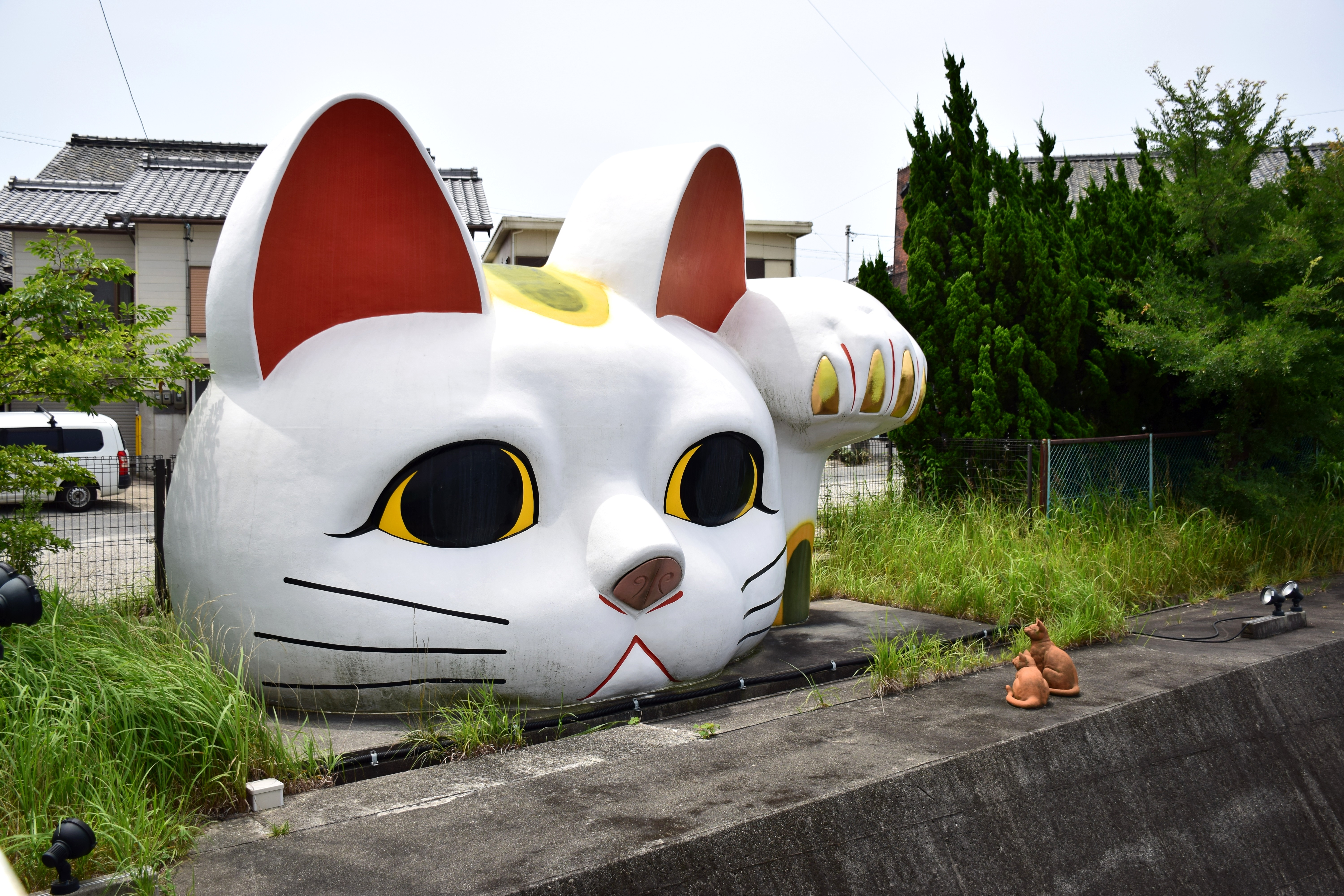
巨大招き猫（とこにゃん）
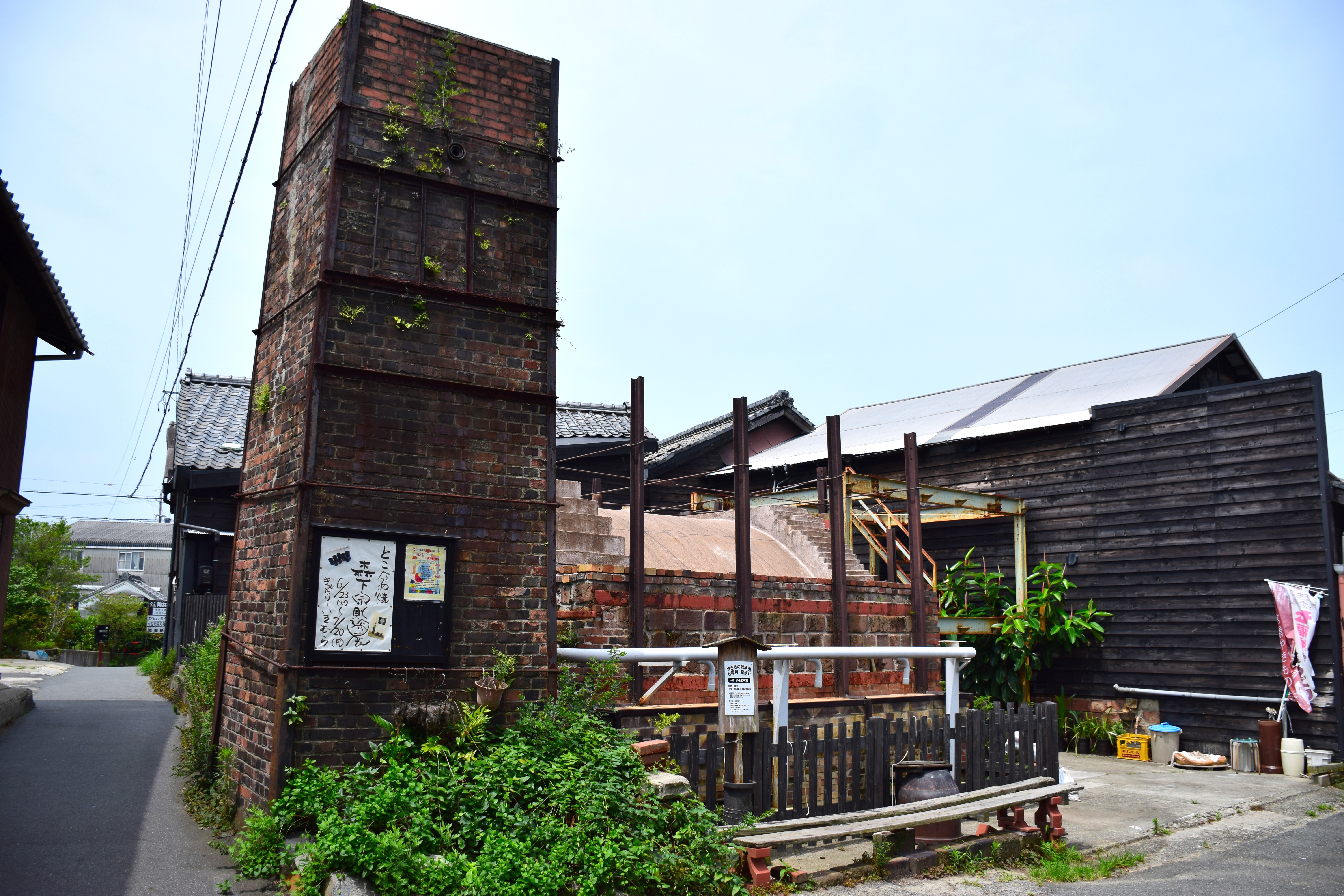
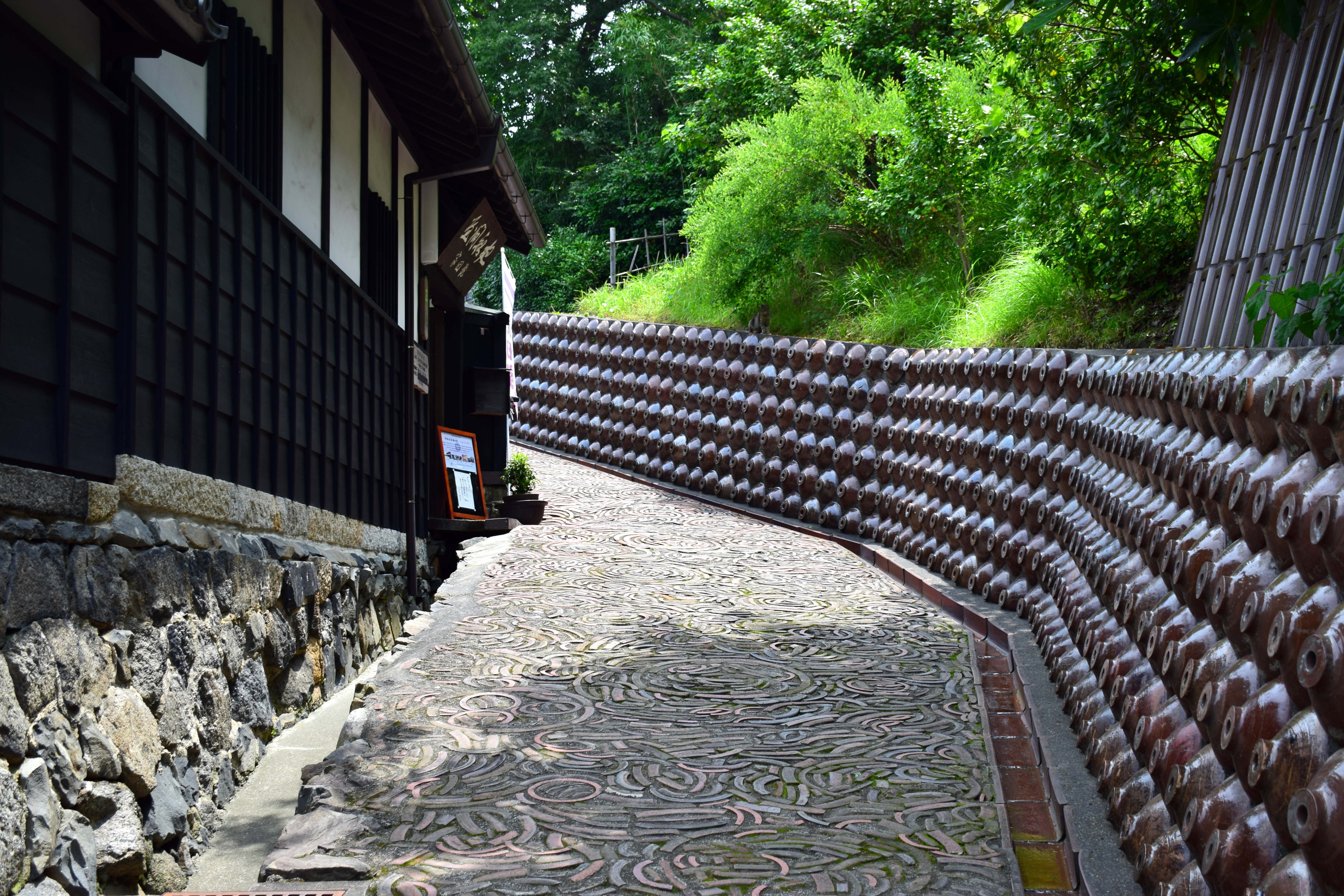
デンデン坂
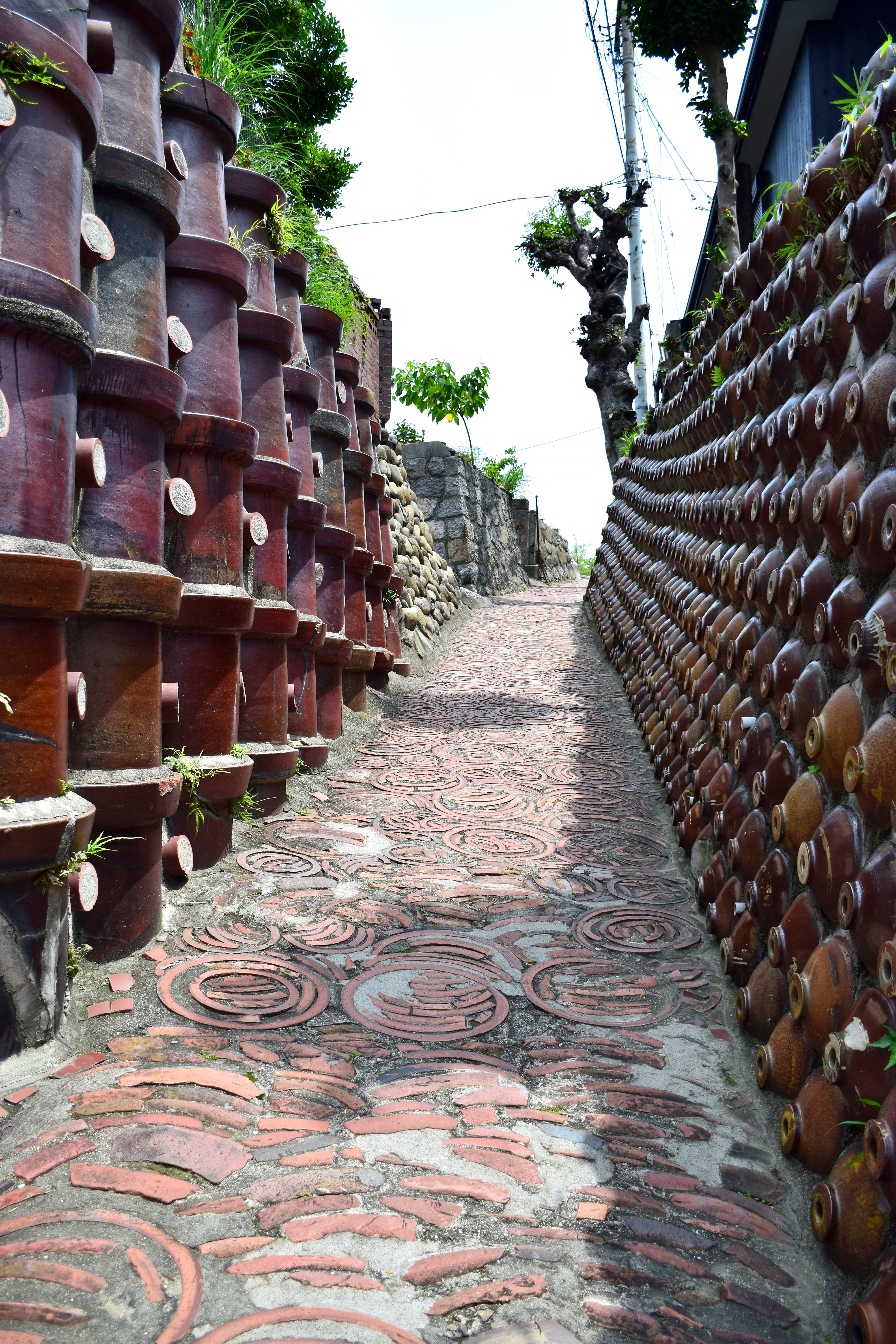
土管坂
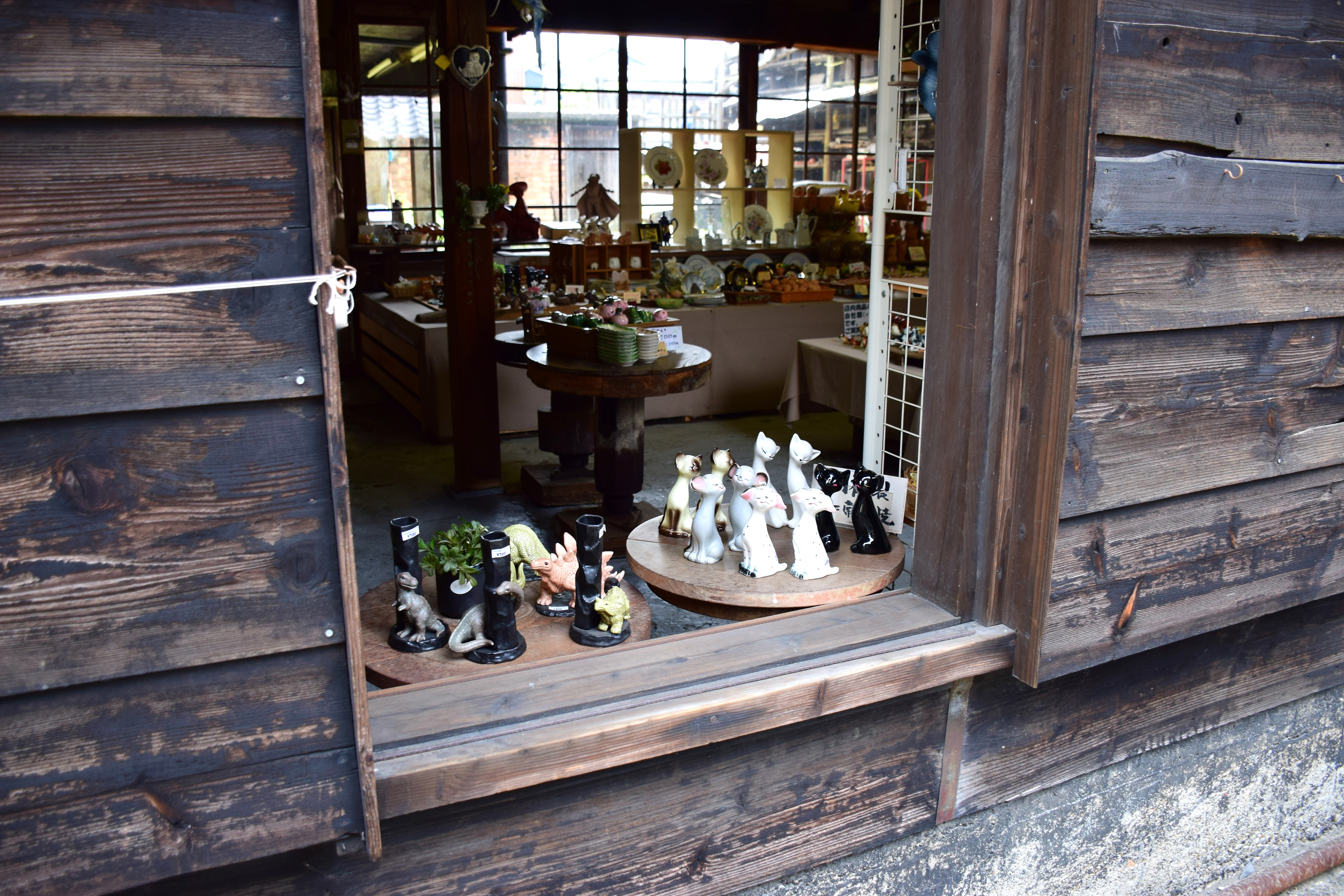
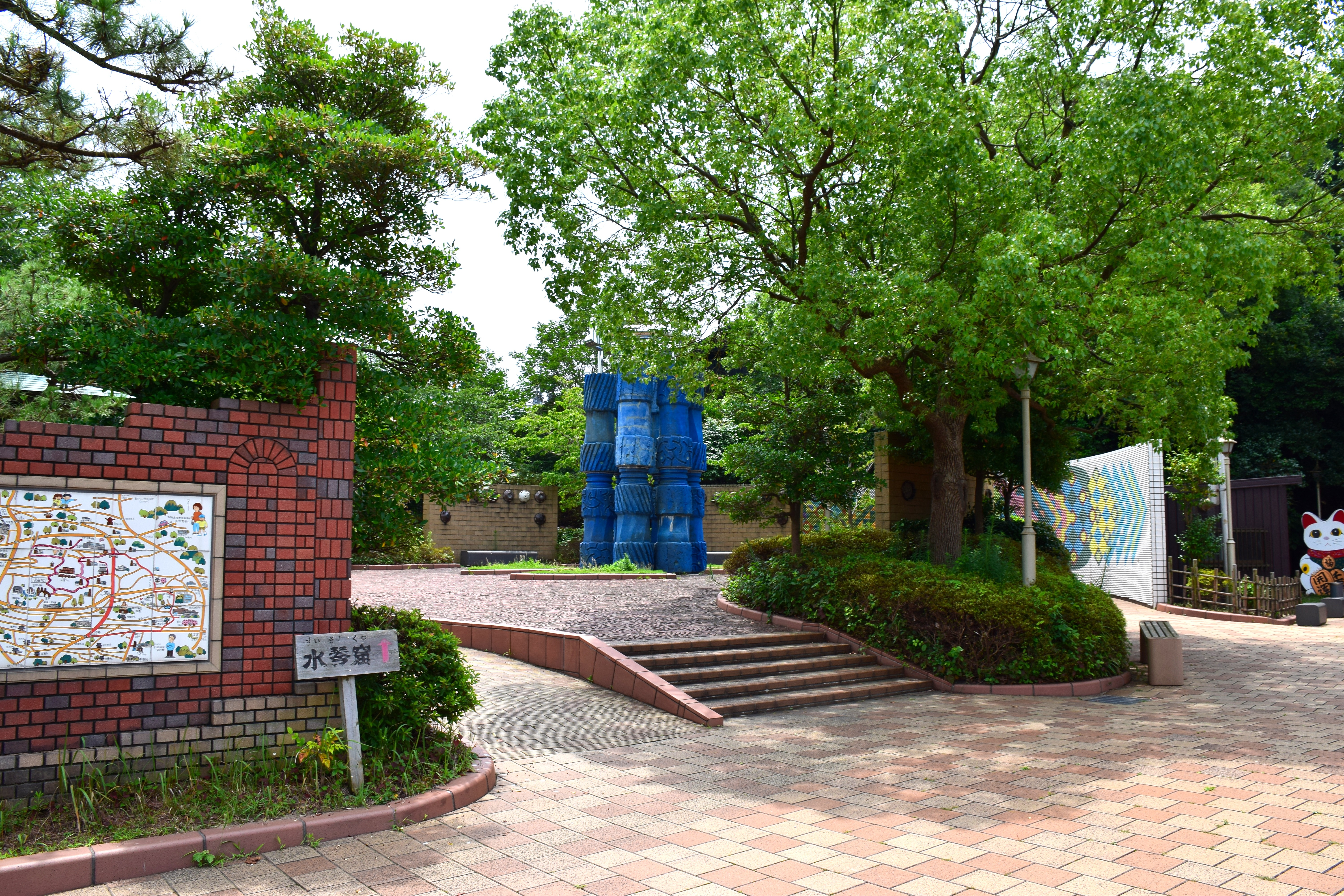
登窯広場
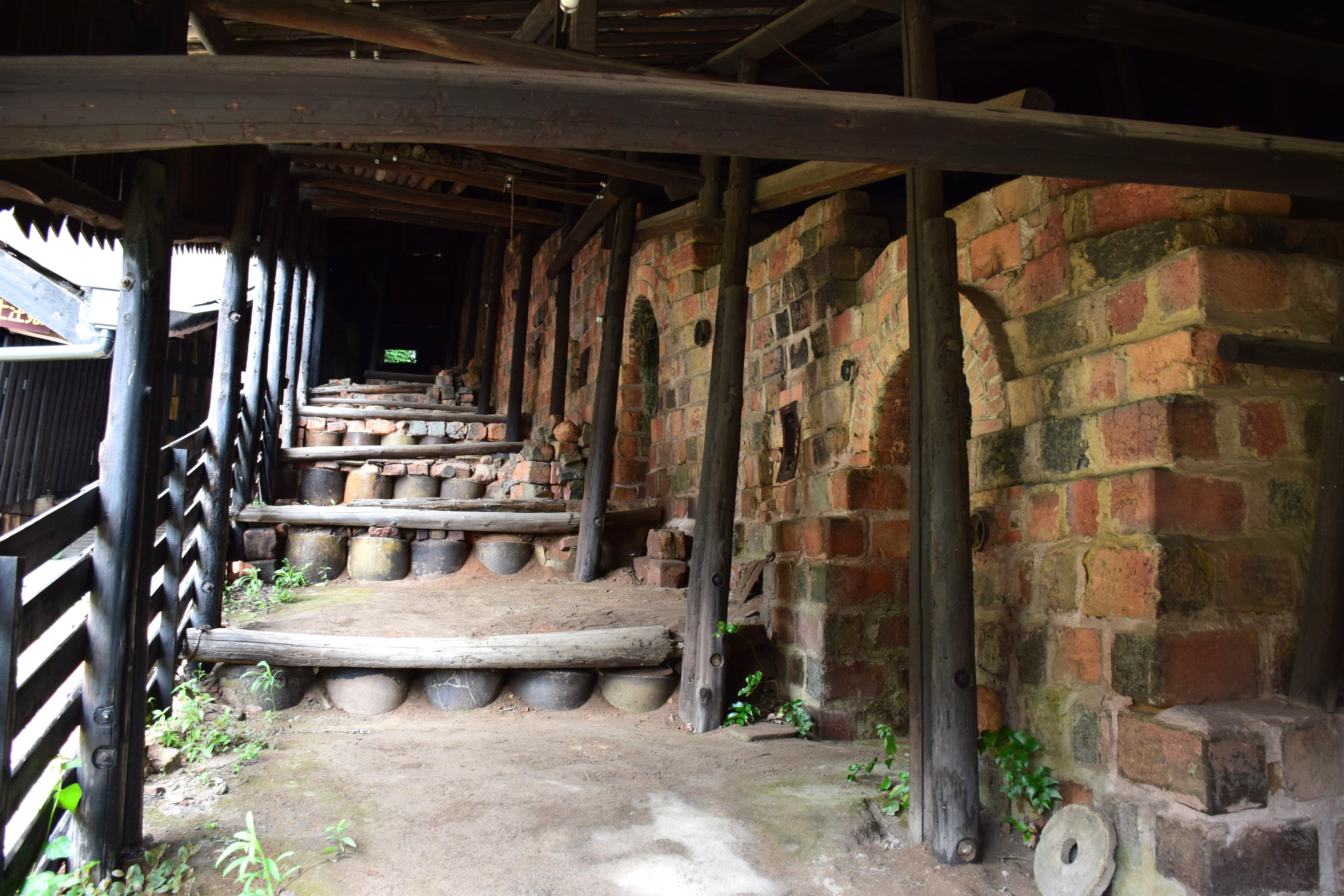
登窯
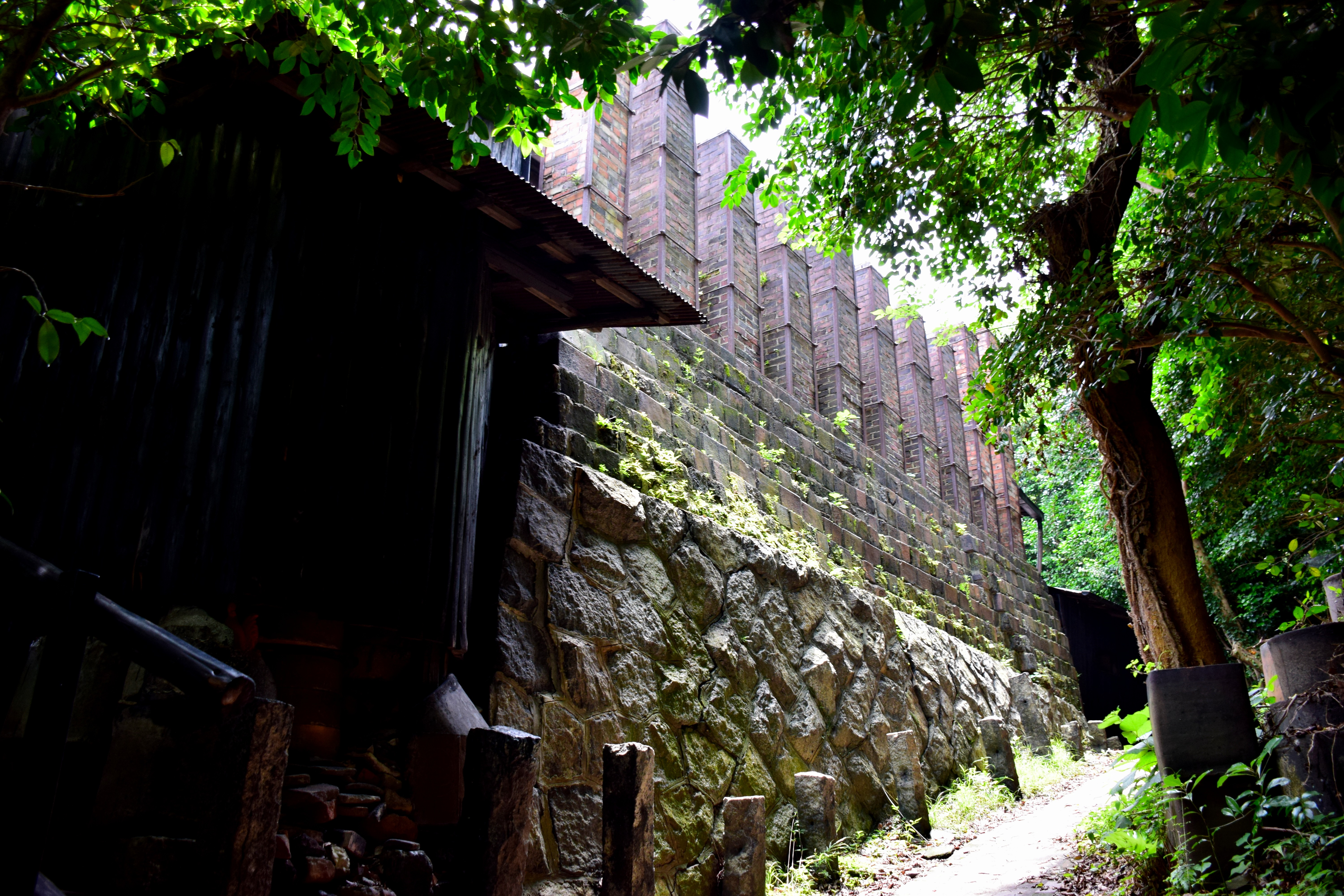
陶栄窯
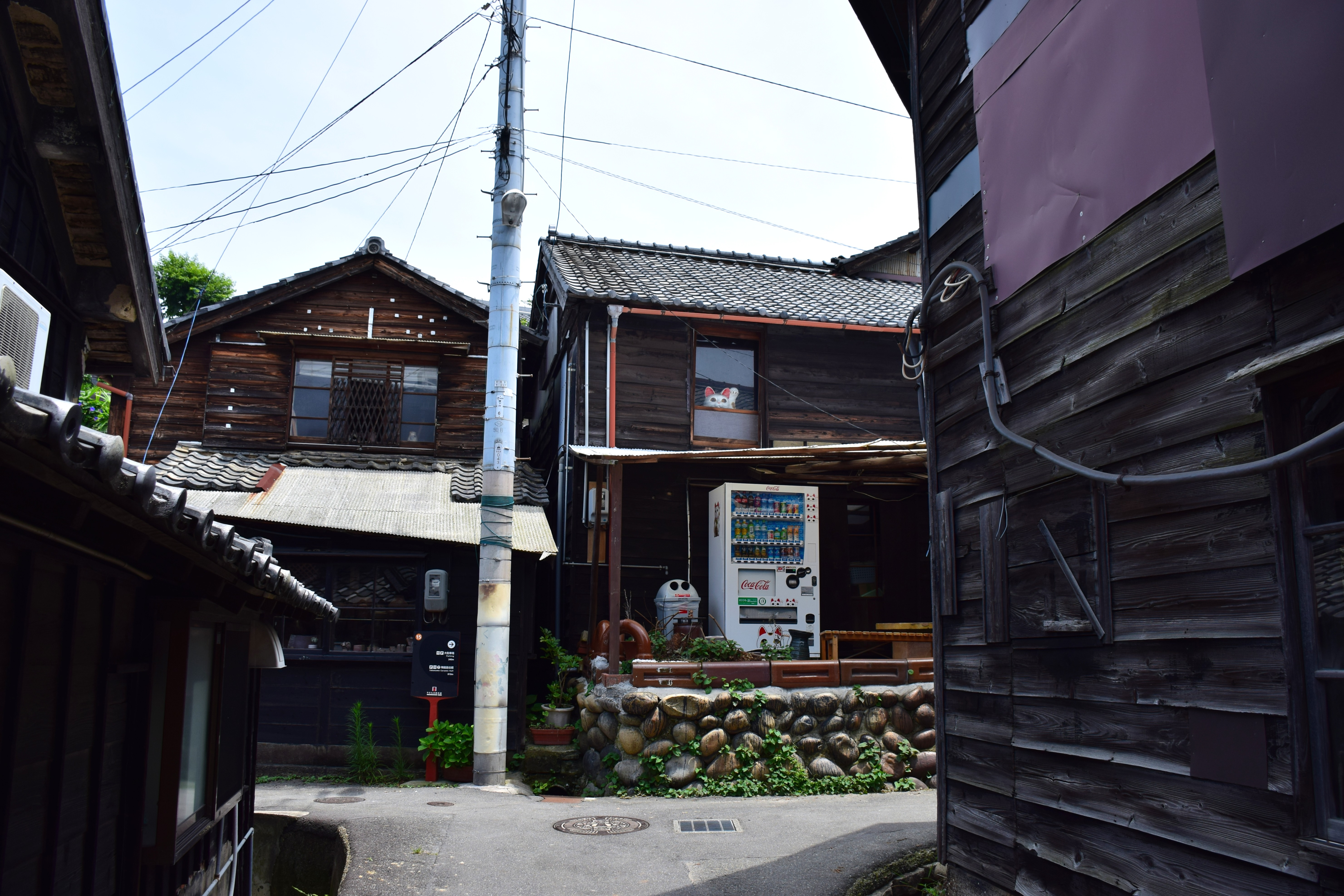
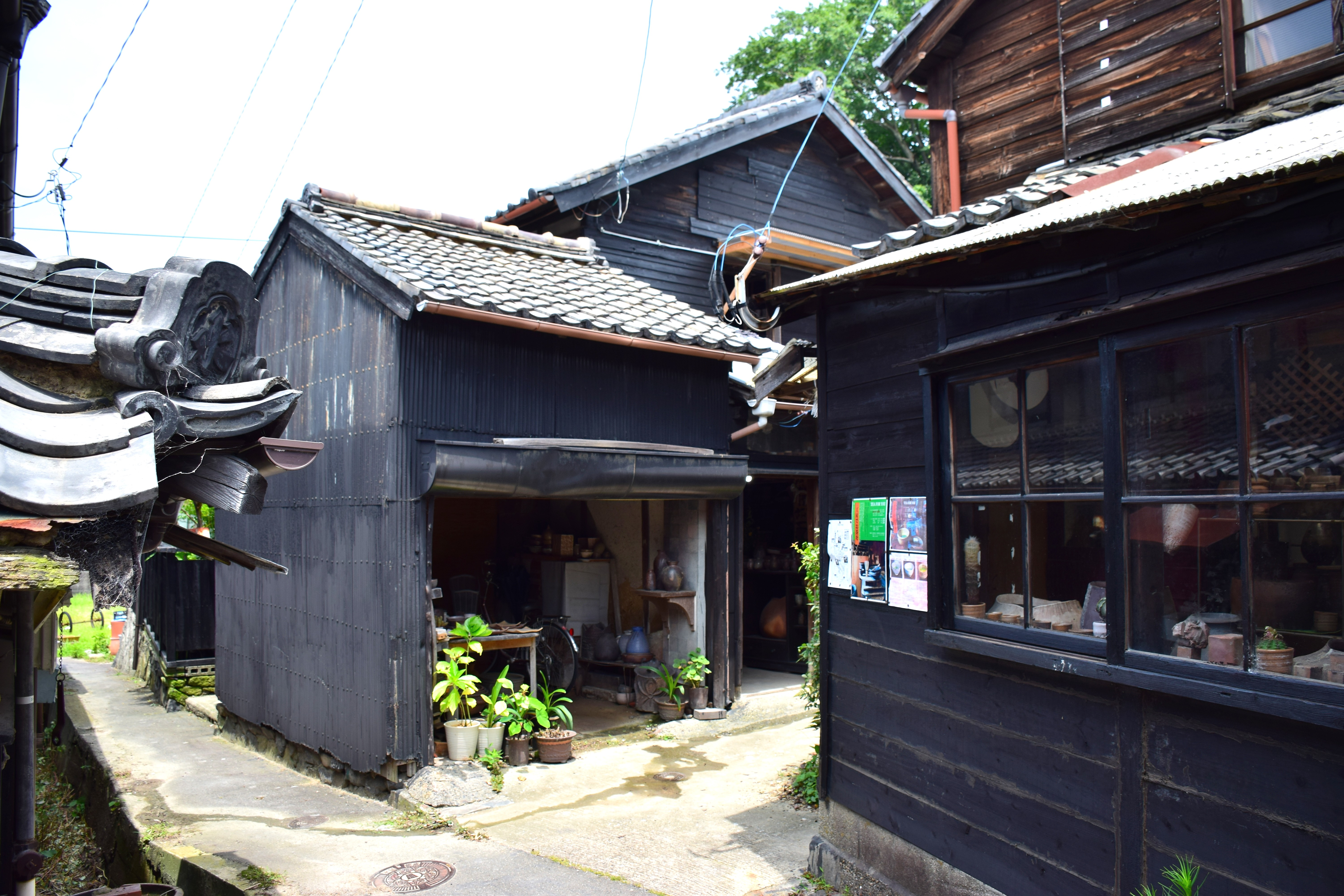
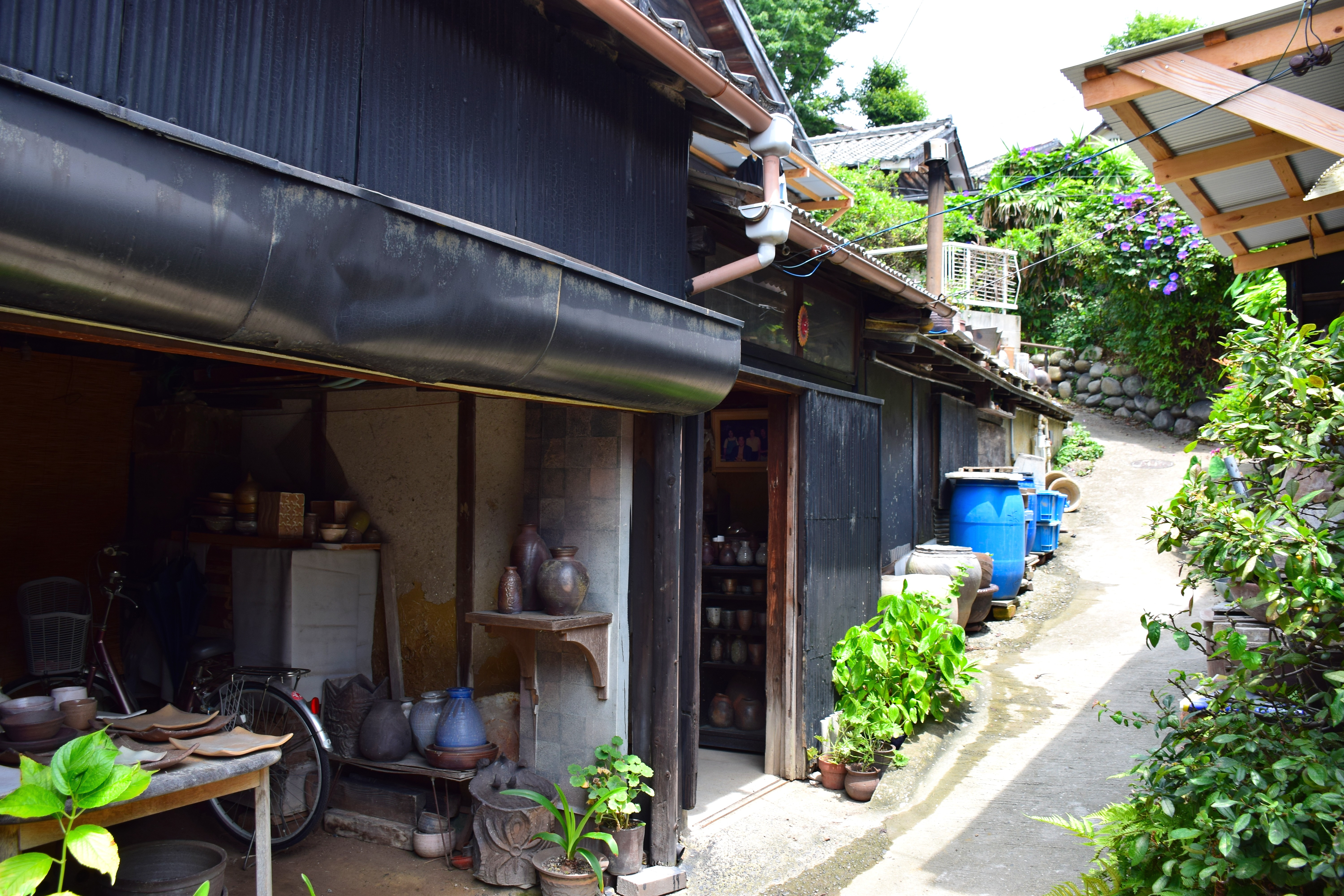
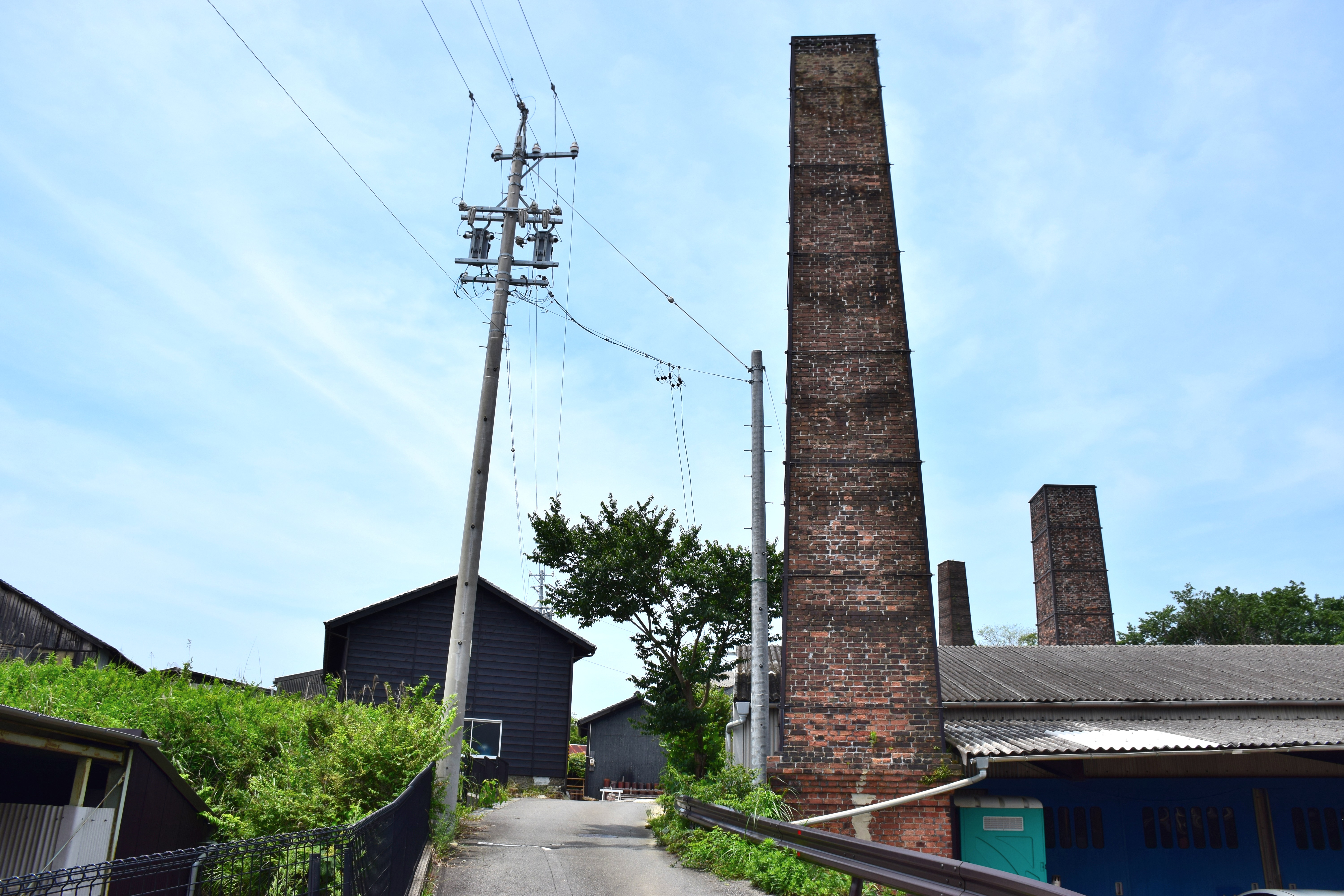
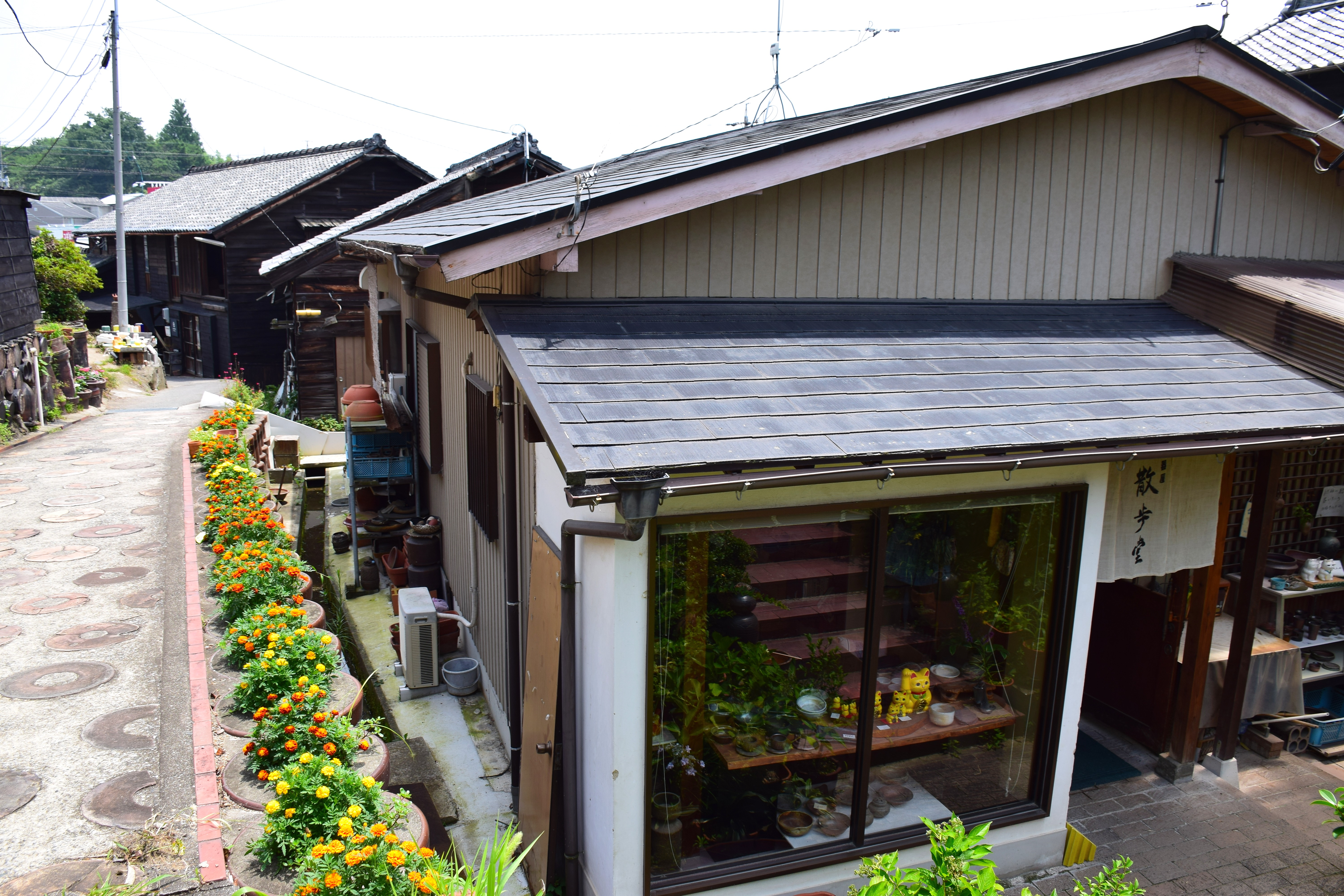
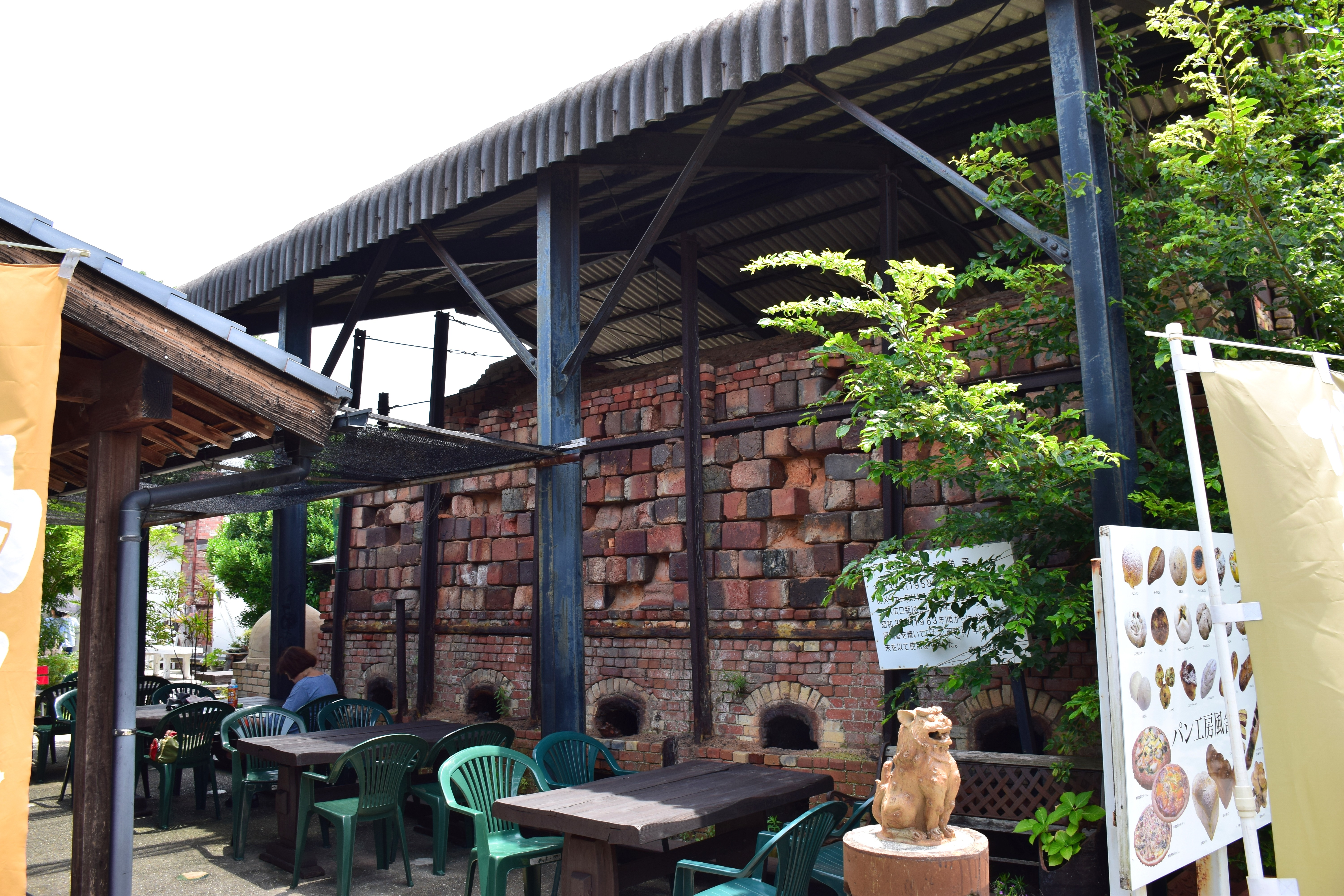
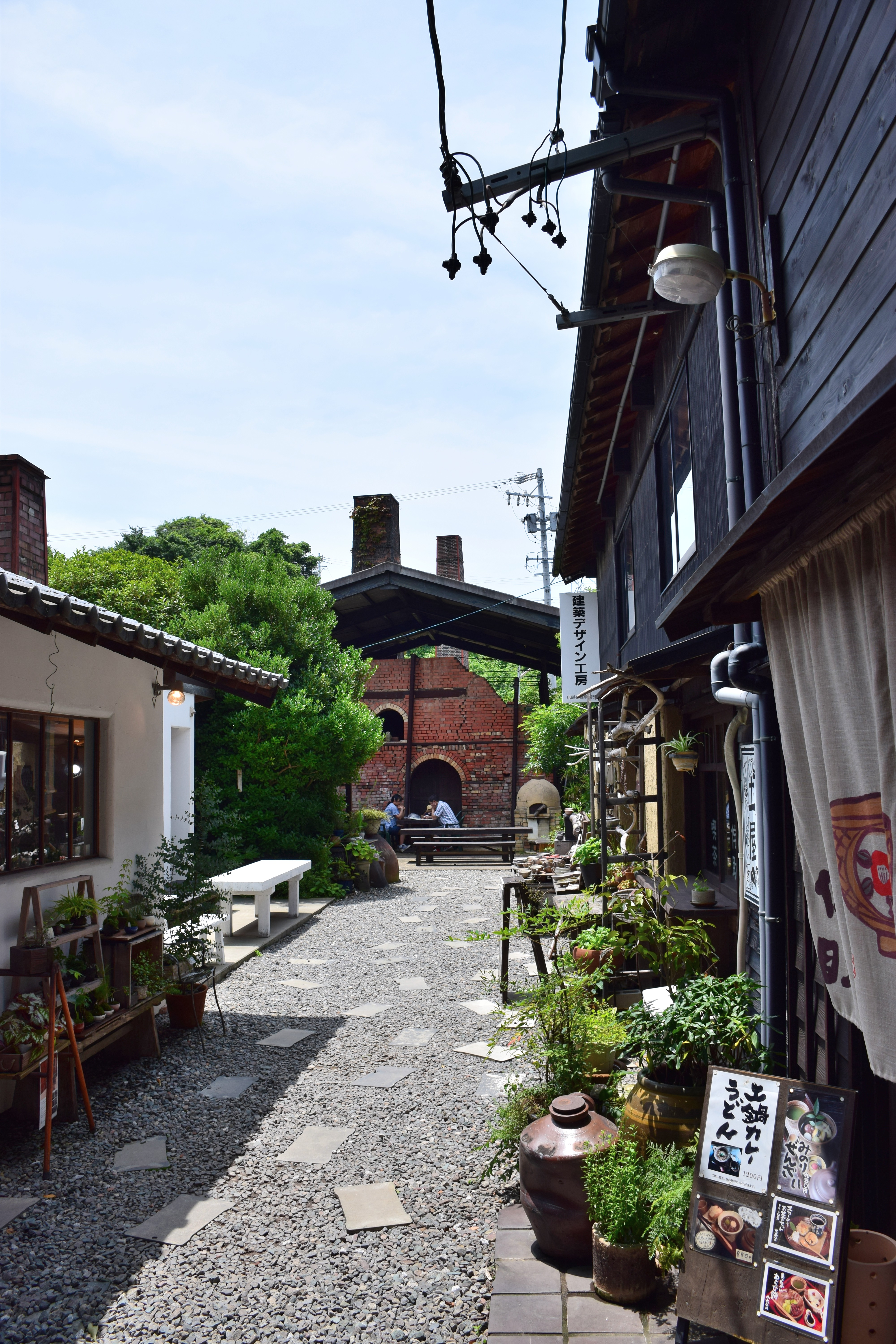
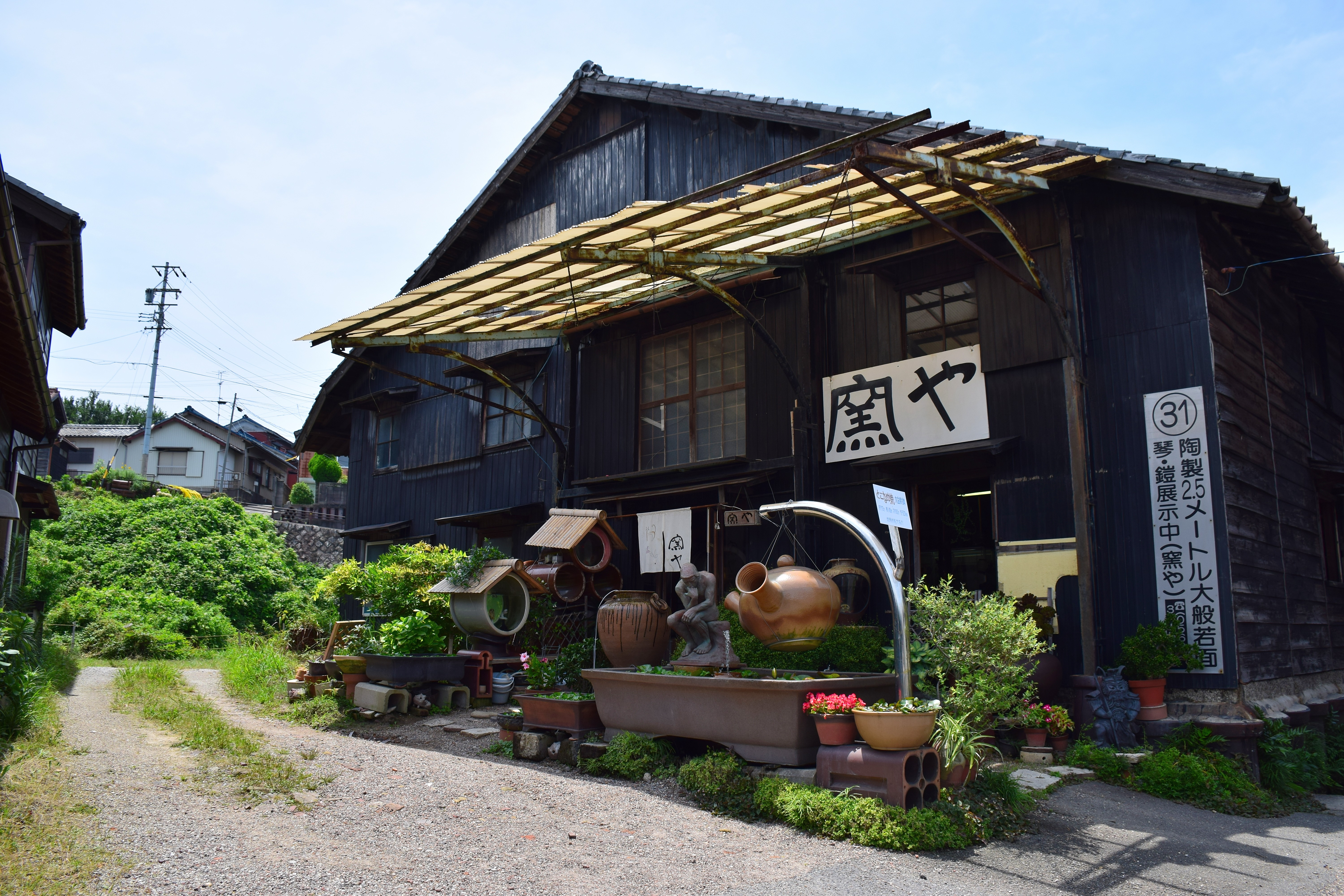
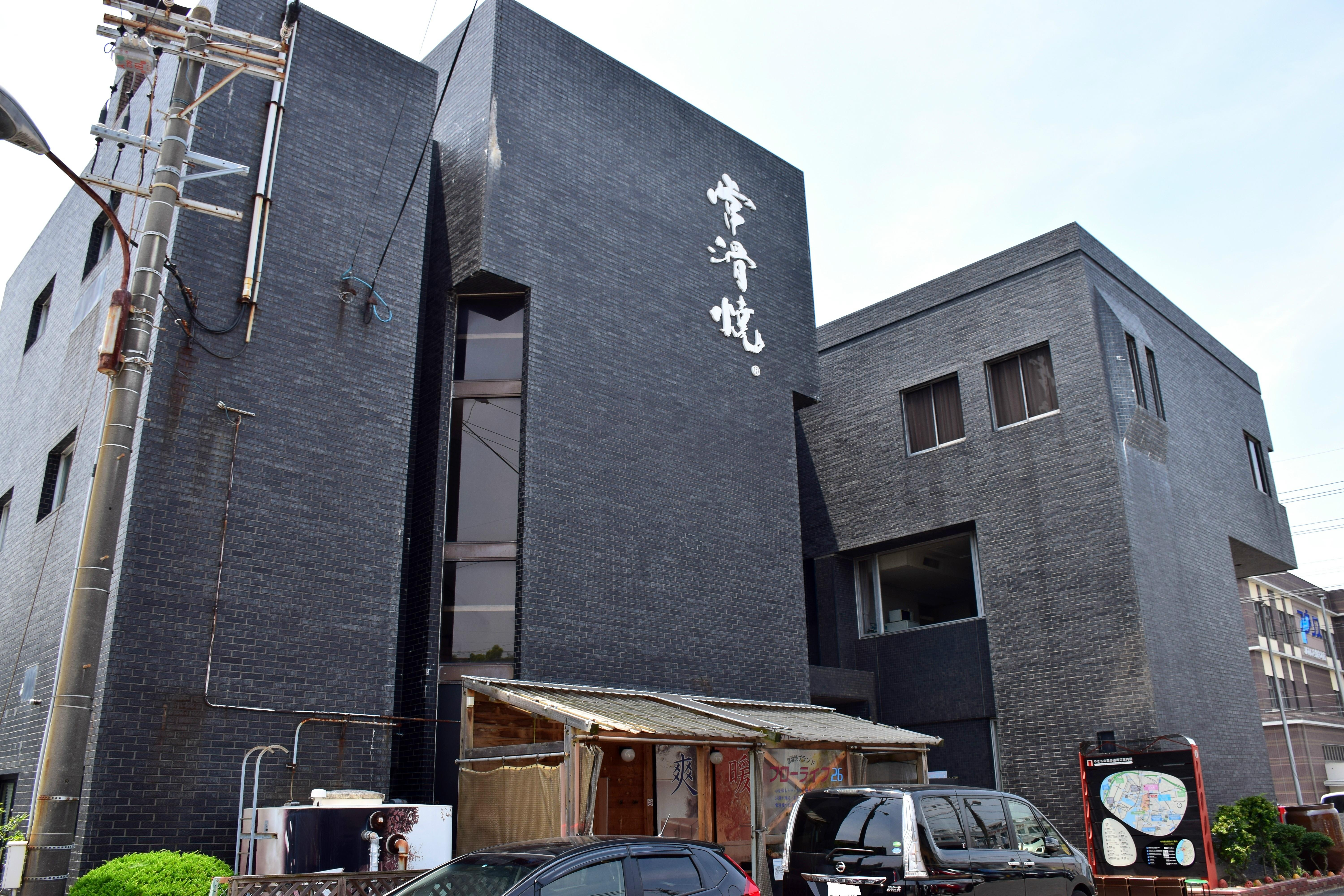
陶磁器会館
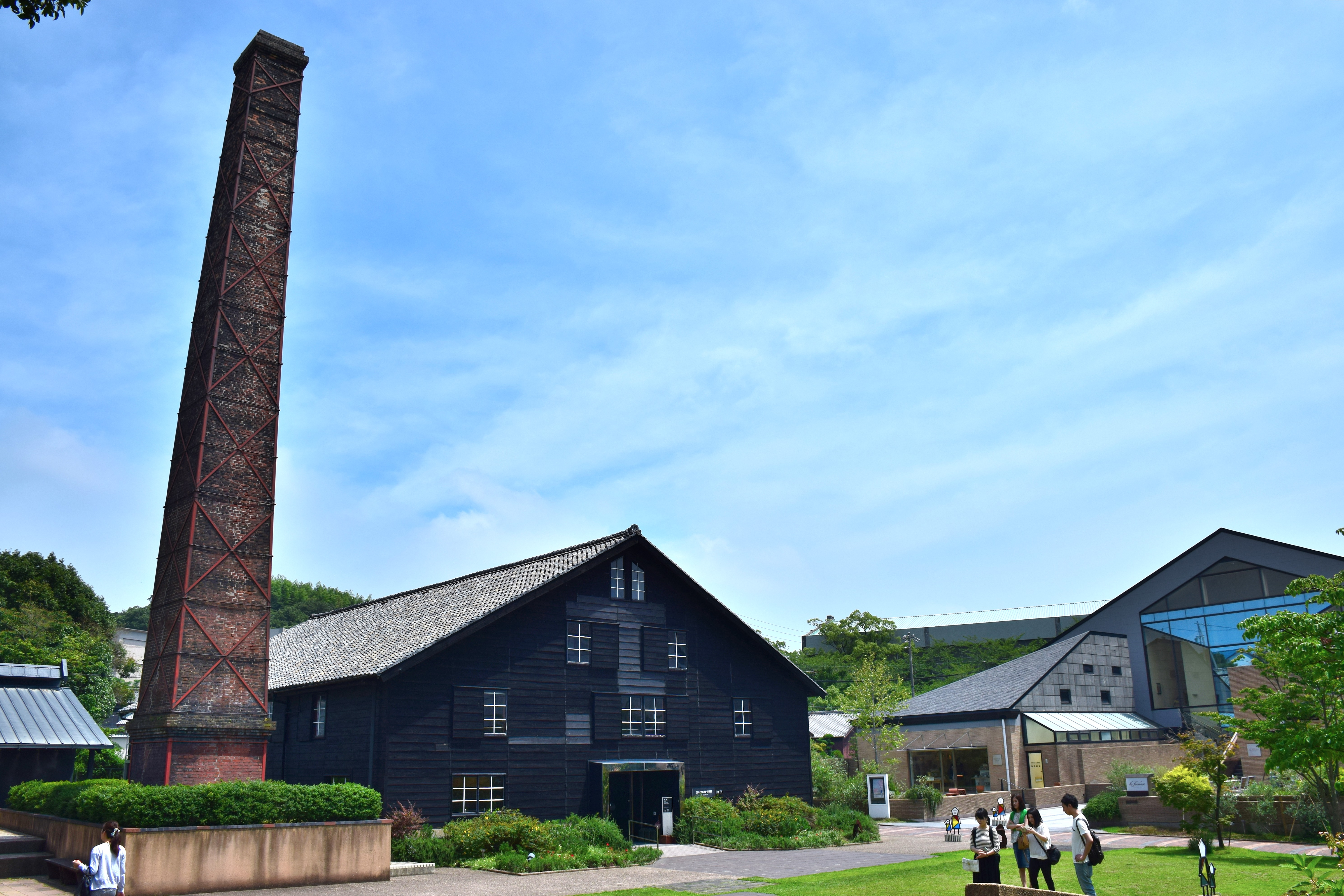
INAXライブミュージアム
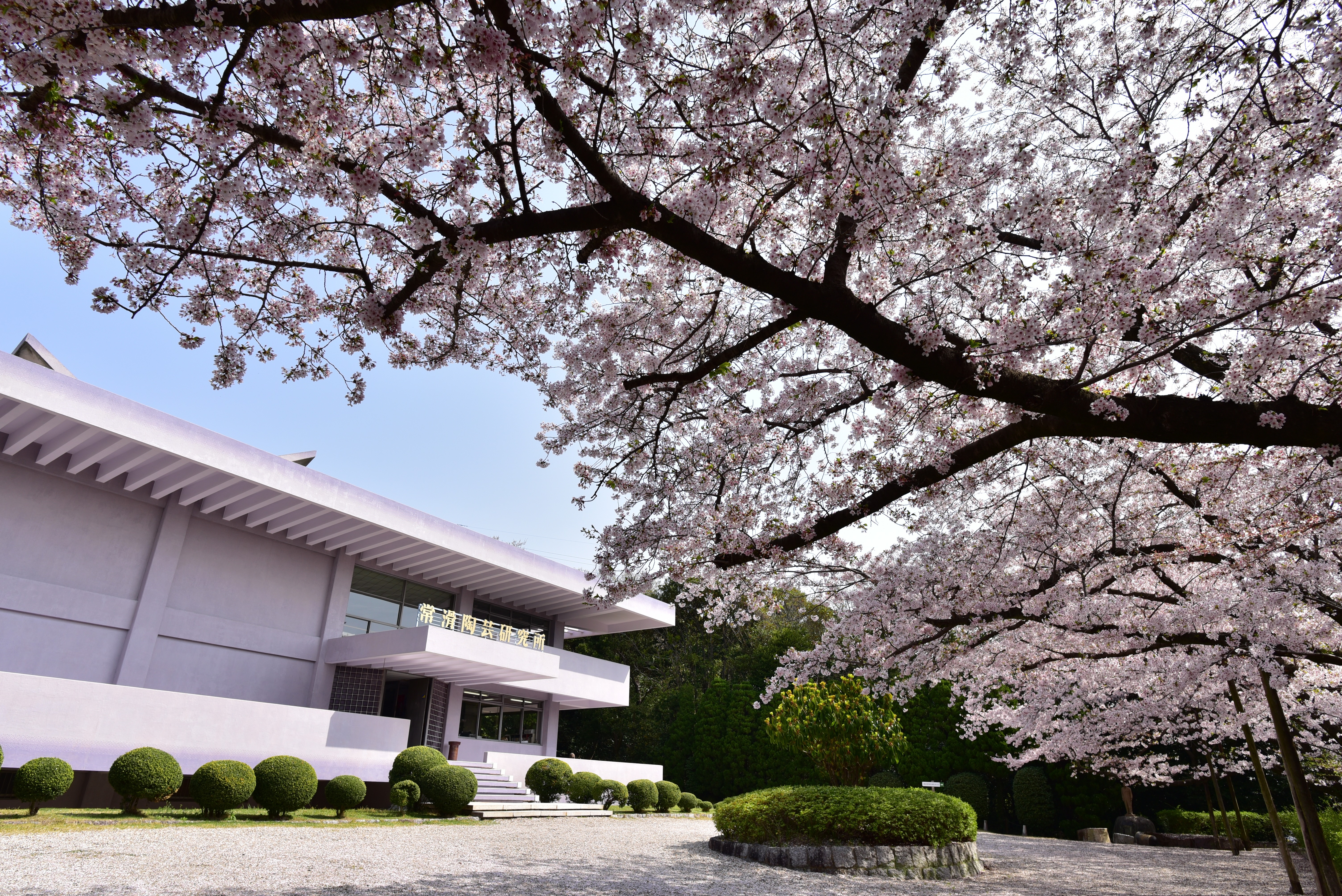
とこなめ陶の森 陶芸研究所

## 所在地
- 愛知県常滑市栄町

## 交通アクセス
- 名鉄常滑線「常滑駅」より徒歩で約10分。